# Serafín Zambada Ortiz
Serafín Zambada Ortiz (San Diego, California, 27 de mayo de 1990) es un exnarcotraficante mexicanoestadounidense y exmiembro de alto rango del Cártel de Sinaloa. Es hijo de Ismael Zambada García, uno de los narcotraficantes más buscados de México.
El 20 de noviembre de 2013, fue arrestado por la DEA en el cruce fronterizo de Nogales, Arizona. Estados Unidos lo acusó de importar grandes cantidades de cocaína y marihuana a Estados Unidos desde México. Fue sentenciado a cinco años y medio de prisión, una pena inusualmente baja para un caso de drogas de alto perfil. El 11 de septiembre de 2018, fue liberado de prisión.

## Primeros años y carrera
Zambada Ortiz nació en San Diego, California, Estados Unidos el 27 de mayo de 1990, hijo de Leticia Ortiz  e Ismael "El Mayo" Zambada, uno de los principales líderes del Cártel de Sinaloa. Creció en Sinaloa y pasó algunos años en Phoenix, Arizona. Zambada Ortiz era estudiante de agronomía en la Universidad Autónoma de Sinaloa en Culiacán, Sinaloa. Se casó con Karime Ellameli Torres Acosta, hija de Manuel Torres Félix, otro ex capo de la droga del Cártel de Sinaloa, el 6 de febrero de 2006.
En Twitter y Facebook, Zambada Ortiz subió fotos de su extravagante estilo de vida lleno de lujosos relojes, camionetas, armas con incrustaciones de oro y animales exóticos. Las fotografías que Zambada Ortiz subió a las redes sociales ayudaron a las autoridades estadounidenses a identificarlo e implicarlo con otros asociados del Cártel de Sinaloa. En particular, Zambada Ortiz tenía varias fotografías con numerosos miembros de Los Ántrax, un escuadrón armado del Cártel de Sinaloa. También tiene una canción de narcocorrido de Enigma Norteño, un grupo musical de Sinaloa, sobre él.
En septiembre de 2013, Zambada Ortiz fue acusado de conspiración para traficar cocaína y metanfetamina de México a los Estados Unidos a través de una acusación formal del gran jurado de California. El tribunal alegó que importó al menos 500 gramos de metanfetamina y 5 kilogramos de cocaína.

## Arresto y caso
Zambada Ortiz y su esposa fueron arrestados por agentes federales de la Administración de Control de Drogas (DEA) el 20 de noviembre de 2013. Su esposa fue liberada poco después, pero él fue enviado a una prisión en Tucson, Arizona.
El 26 de septiembre de 2014, Zambada se declaró culpable en San Diego de conspirar para comprar 100 kilogramos de cocaína y más de 1.000 kilogramos de marihuana en Sinaloa para su distribución en Estados Unidos. Como parte del acuerdo, perdió 250.000 dólares estadounidenses de las ganancias de la droga y los fiscales retiraron los cargos de metanfetamina de los que se acusó inicialmente a Zambada.

## Sentencia y liberación
La fiscalía redujo su sentencia del mínimo de 10 años de condena y el 20 de marzo de 2018, Zambada Ortiz fue sentenciado a cinco años y medio de prisión.
El 11 de septiembre de 2018, Zambada Ortiz fue liberado de prisión después de cumplir su condena, solo ocho meses después de su sentencia. Inicialmente estaba previsto que fuera liberado el 29 de mayo de 2019, pero pudo obtener una liberación anticipada debido a su buena conducta y debido a una carta que su madre envió a la fiscalía solicitando una sentencia más suave. Se desconoce si la defensa de Zambada Ortiz llegó a un acuerdo con la fiscalía a cambio de una sentencia reducida, ya que las acusaciones del caso están selladas y no están disponibles para el público. Como Zambada Ortiz es ciudadano estadounidense, simplemente fue escoltado hasta la entrada de la prisión y liberado.
El 1 de agosto de 2024, Serafín y su hermana Teresa Zambada Ortiz se presentaron en la Corte Federal de Texas para la audiencia de su padre Ismael "El Mayo" Zambada, luego de que fuese detenido el 25 de julio del mismo año.